# Peltopodoiulus schestoperovi
Peltopodoiulus schestoperovi är en mångfotingart som beskrevs av Hans Lohmander 1933. Peltopodoiulus schestoperovi ingår i släktet Peltopodoiulus och familjen kejsardubbelfotingar. Inga underarter finns listade i Catalogue of Life.